# Zoosafari Fasanolandia
Lo Zoosafari di Fasano e Fasanolandia è un complesso turistico che include uno zoo safari e un parco dei divertimenti situati a Fasano, in provincia di Brindisi. È il secondo parco faunistico più grande d'Europa.
L'area si estende per 30 ettari e accoglie circa 3 000 animali di 200 specie diverse che possono essere osservati lungo un percorso automobilistico (zoo safari). Particolarmente interessanti sono i gruppi di giraffe, zebre, leoni e orsi tibetani, nonché gli unici orsi polari ed elefante africano maschio in Italia.

## Storia
Negli anni 1970 l'azienda agricola Pedali, avente sede in una masseria di Fasano, decise di aprire un agriturismo con annesso uno zoo per attirare i clienti. Il parco fu aperto il 25 luglio 1973, con la parte dedicata allo zoo progettata da Angelo Lombardi. Negli anni successivi venne aperto anche l'adiacente parco divertimenti, inizialmente chiamato Fantasilandia e in seguito rinominato Fasanolandia.

## Lo zoo safari

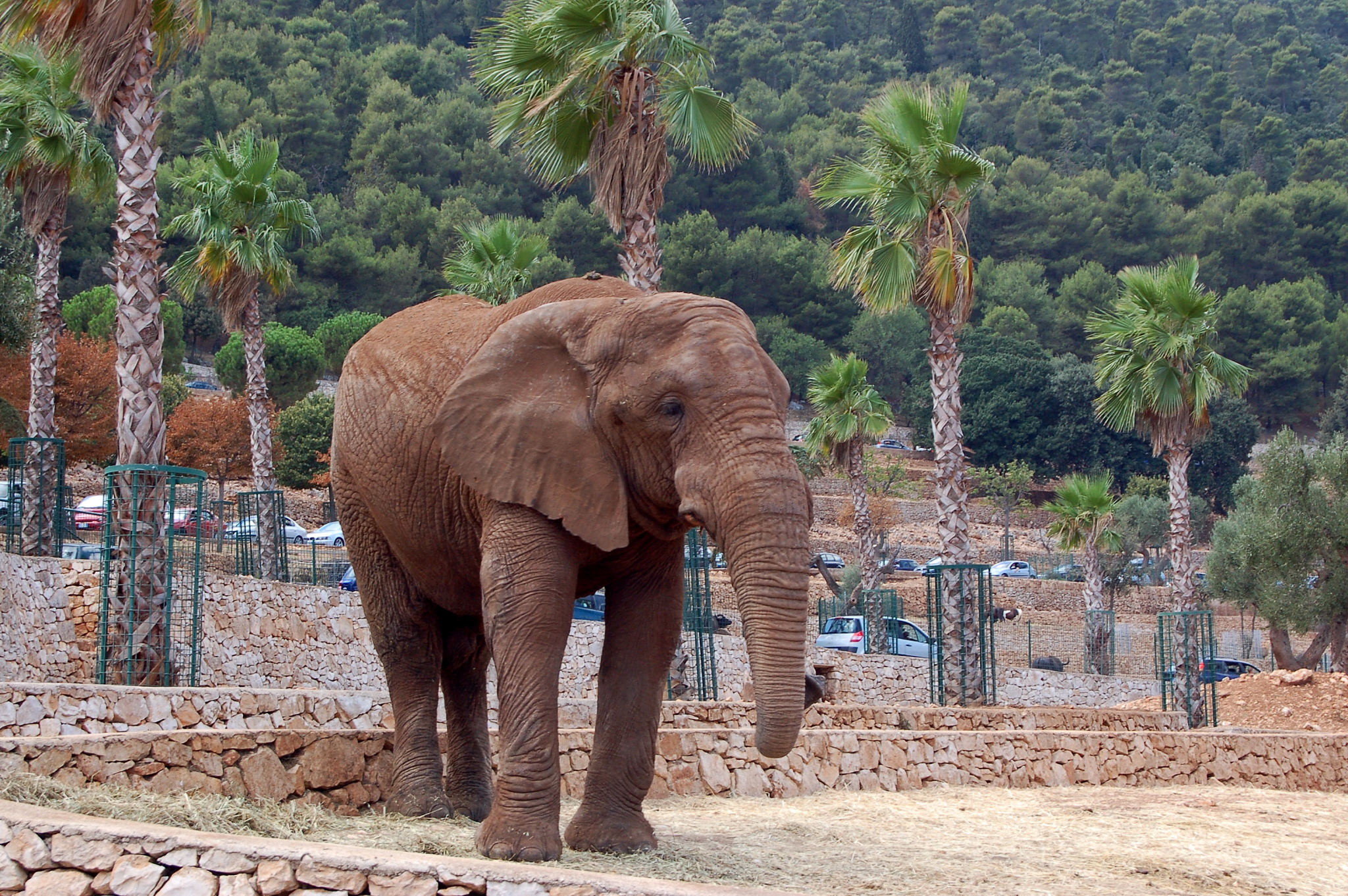
Elefante dello zoo safari

Partita inizialmente come una masseria e solamente con la sezione zoo safari, il parco oggi include:
- il circuito safari, visitabile a bordo del proprio veicolo, alla scoperta di: leoni, tigri, elefanti asiatici e africani, giraffe, zebre, rinoceronti, antilopi (orici dalle corna a sciabola, gnu striati, antilopi alcina, antilopi roana, ecc.) e molti altri animali in semi-libertà;
- l'ingresso al parco pedonale Fasanolandia;
- il percorso nell'area dei primati (scimpanzé, lemuri, cebi dai cornetti, uistitì e i quattro esemplari italiani di gorilla), dei piccoli mammiferi e delle pantere nere (percorsi zoologici pedonali);
- il metrozoo, trenino turistico che porta al lago dei grandi mammiferi e permette di visitare dall'alto l'area dei ghepardi e il villaggio dei babbuini;
- il lago dei grandi mammiferi, un'oasi con cascate e un lago dove si possono vedere orsi polari, orsi bruni, ippopotami, uccelli acquatici, lontre e gibboni. In origine, erano ospitati in quest'area anche i rinoceronti bianchi, poi trasferiti nel safari;
- il villaggio delle scimmie (osservazione di circa 250 babbuini in semilibertà dall'interno del trenino);
- la sala tropicale, con numerose specie di piccoli mammiferi, pesci e rettili;
- il delfinario, dove è presente una colonia di pinguini ed è possibile assistere allo spettacolo didattico con i leoni marini, le otarie e in passato anche con i delfini;
- il polo didattico e la mostra delle farfalle dove è possibile vedere insetti, tarantole e farfalle imbalsamate in più è presente un exhibit con istrici e suricati;
- i percorsi didattici (Puglia in miniatura, percorso botanico);
- le mostre e musei;
- lo spettacolo con i pappagalli;
- la piccola fattoria dove si possono ammirare: alpaca, conigli, galline, capre ed altri animali di fattoria.

Lista degli animali:
- Muflone
- Daino
- Cervo nobile
- Ammotrago
- Bongo
- Bufalo mediterraneo
- Antilope roana
- Leone
- Tigre
- Orso dal collare
- Macaco reso
- Antilope nera
- Gibbone
- Elefante africano
- Elefante asiatico
- Giraffa
- Orice corna a sciabola
- Gazzella dama
- Antilope alcina
- Asino somalo
- Lichi del Nilo
- Zebra di grant
- Gnu striato
- Struzzo
- Rinoceronte bianco
- Rinoceronte indiano
- Bisonte americano
- Cobo defassa
- Cammello
- Sitatunga
- Dromedario
- Ippopotamo
- Asino domestico
- Cavallo
- Capra girgentana
- Bufalo rosso africano
- Nyala
- Sitatunga
- Guanaco
- Cicogna
- Anatra muta
- Emù
- Scimpanzé
- Suricato
- Cane della prateria
- Mangusta nana
- Tartaruga gigante di Aldabra
- Lemure catta
- Cebo dai cornetti
- Uistitì dai pennacchi bianchi
- Gorilla di pianura
- Babbuino amadriade
- Pantera nera
- Alpaca
- Coniglio nano
- Capra tibetana
- Ghepardo
- Pitone reticolato
- Pesce pagliaccio
- Coccodrillo nano
- Clamidosauro
- Pitone tappeto
- Boa constrictor
- Anaconda gialla

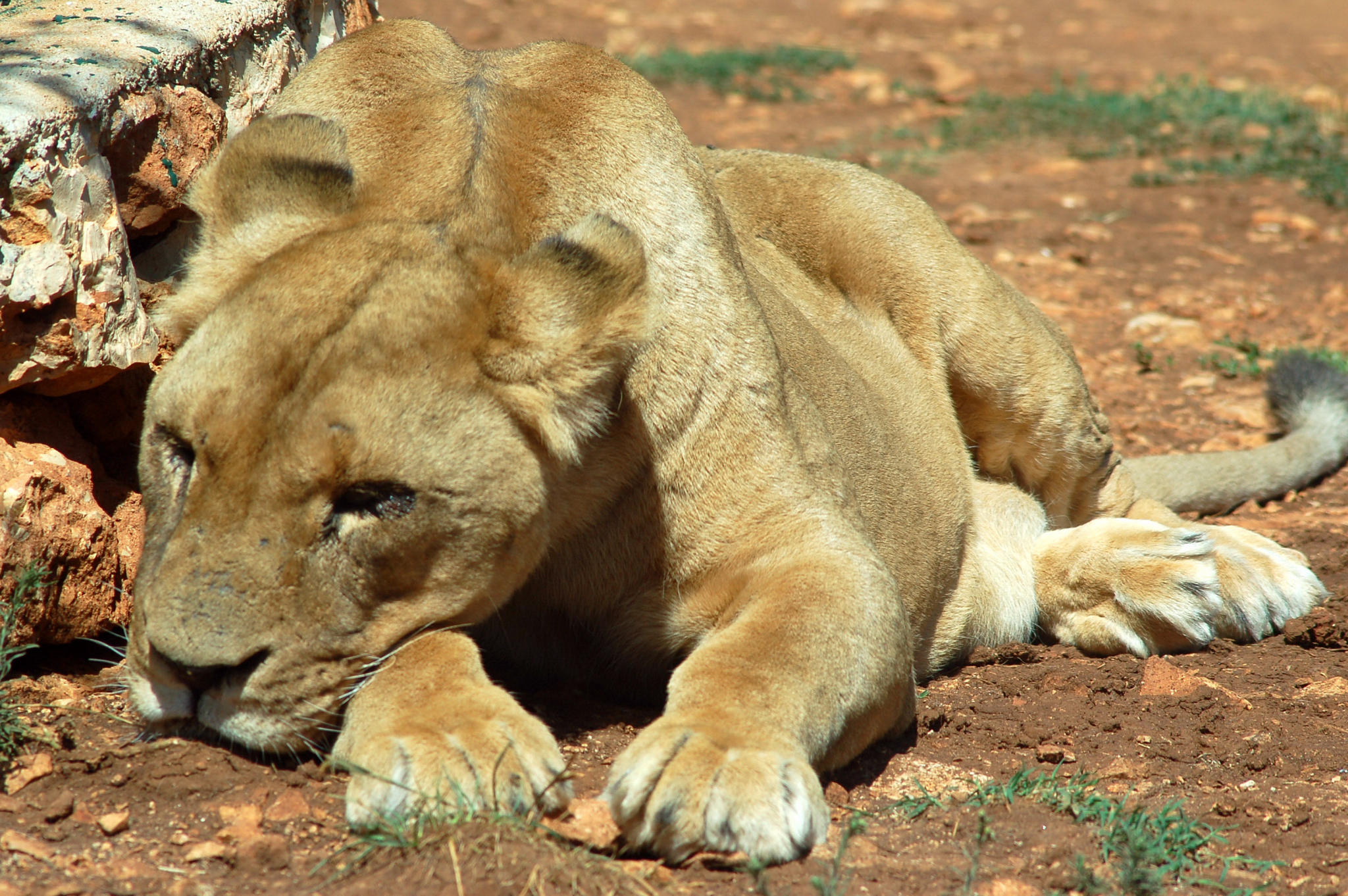
Leonessa dello zoo safari

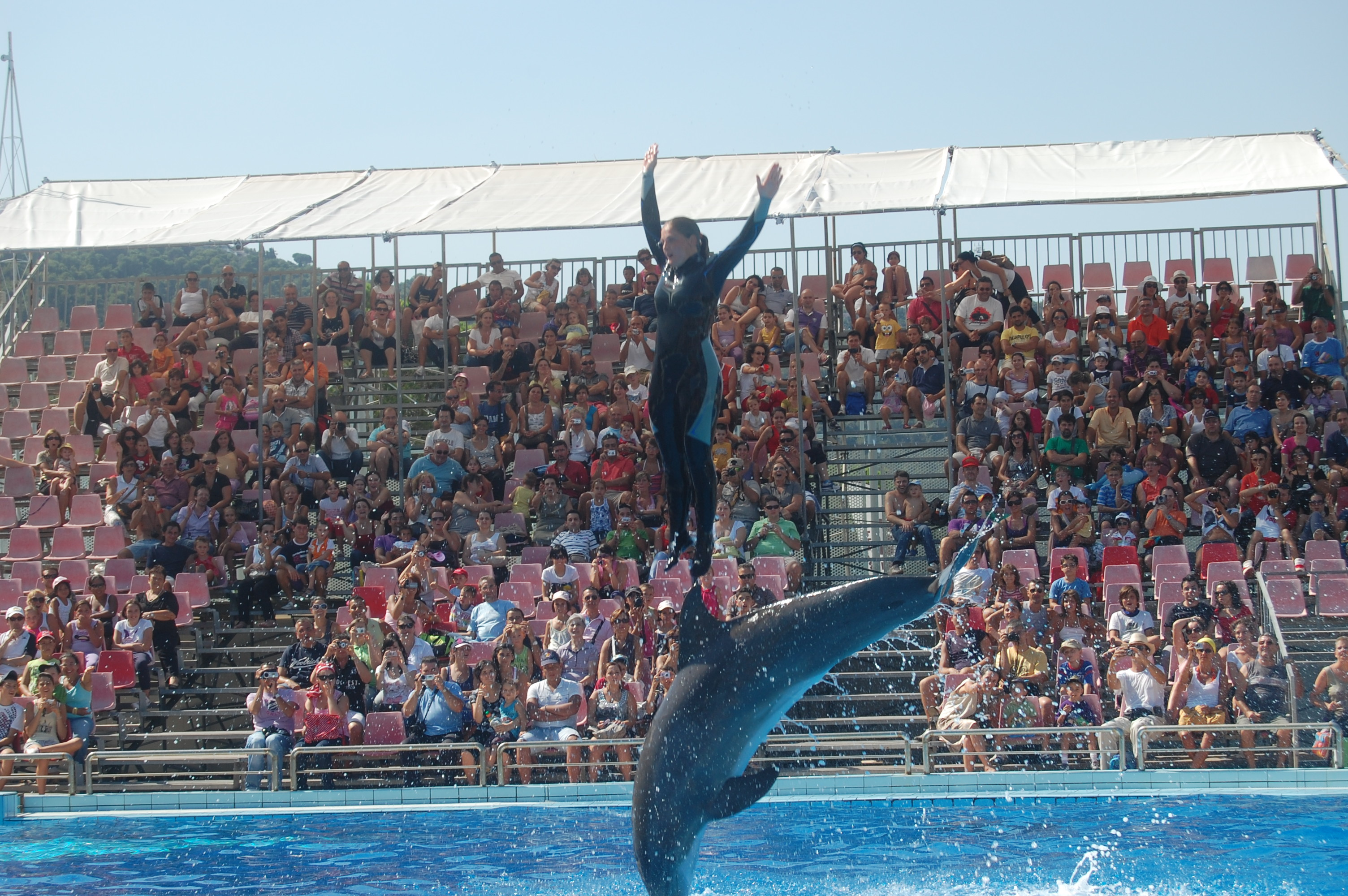
Spettacolo con delfini

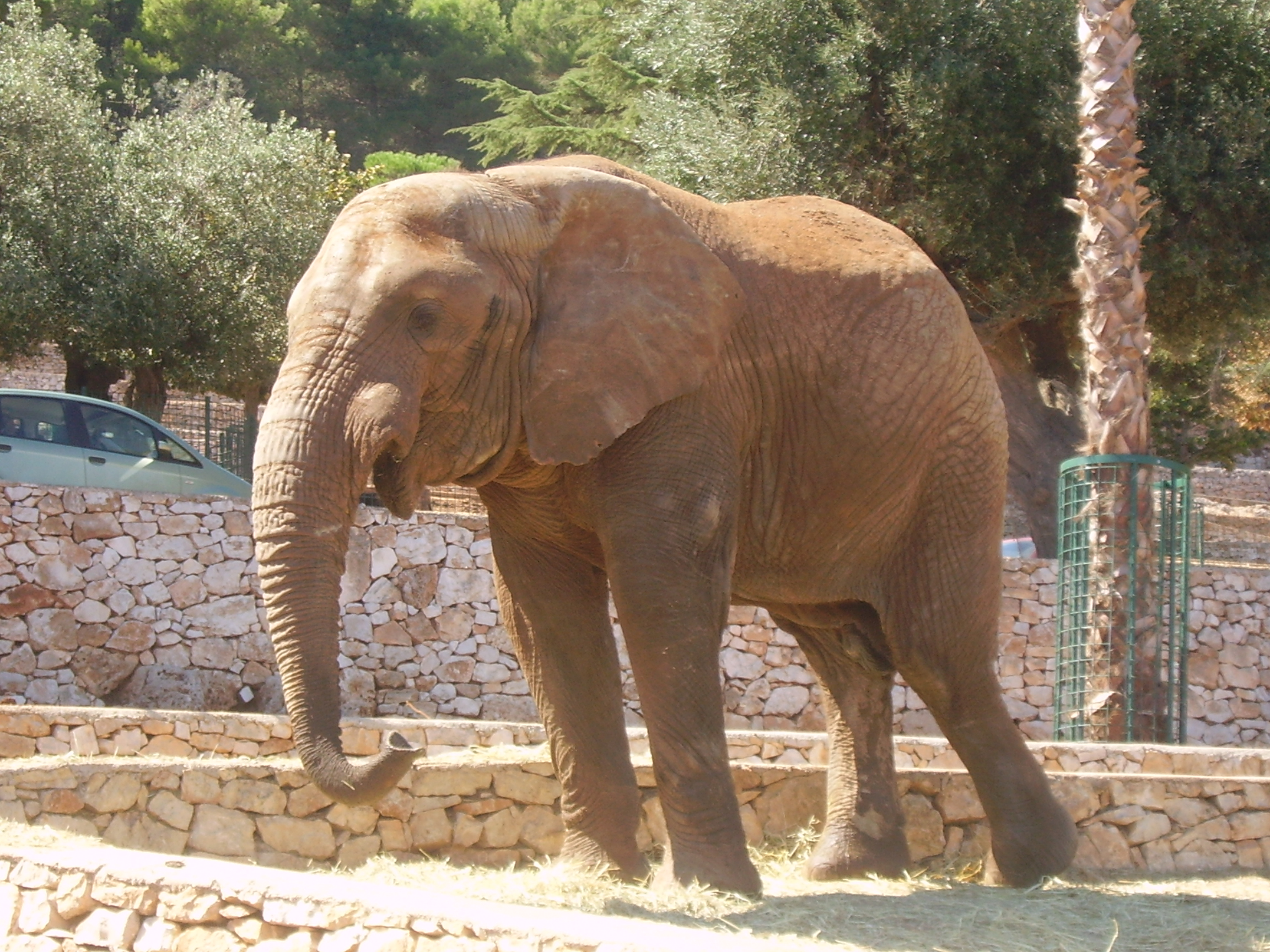
Elefante

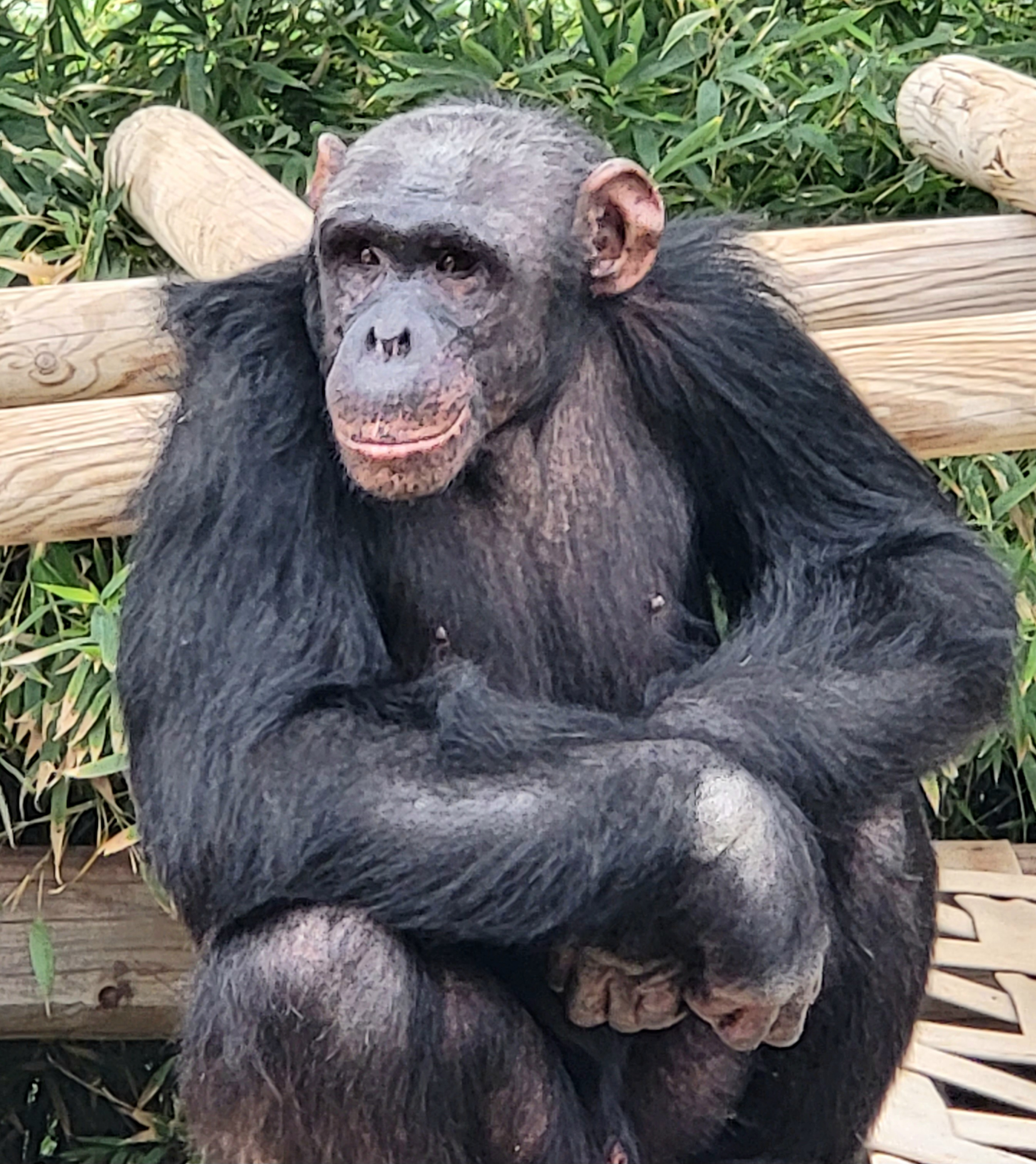
Scimpanzé

- Stellagama stellio
- Armadillo a tre fasce
- Idrosauro
- Gerrosauro
- Geco diurno
- Pitone birmano
- Topo delle piramidi
- Axolotl
- Pipistrello di seba
- Coccodrillo del Nilo
- Tartaruga azzannatrice
- Testuggine zampe rosse
- Piranha rosso
- Iguana Rinoceronte
- Iguana verde
- Varano cumingi
- Rana freccia
- Salamandra pezzata
- Camaleonte pantera
- Pesce chirurgo blu
- Pinguino di Humboldt
- Otaria sudafricana
- Leone marino dell'Alaska
- Otaria della California
- Leone marino sudamericano
- Foca comune
- Istrice sudafricano
- Germano reale
- Tartaruga palustre americana
- Lontra liscia
- Orso polare
- Orso bruno

Nel corso degli anni, lo Zoosafari fasanese è stato oggetto di polemiche da parte di gruppi animalisti, riguardanti in particolare gli orsi polari, giudicati incompatibili con il clima pugliese, e la condizione di solitudine del gorilla Riù, La direzione dello zoosafari ha replicato che la vasca e i ricoveri interni degli orsi sono provvisti di raffreddamento artificiale, mentre per il gorilla, giudicato non liberabile né trasferibile a causa dell'età avanzata, era previsto l'arrivo di una compagna. Una femmina di gorilla e i suoi due figli provenienti dallo zoo di Rotterdam sono arrivati a Fasano nella primavera del 2024, senza tuttavia incontrarsi con Riù morto a gennaio dello stesso anno. Un maschio adulto è stato aggiunto come possibile riproduttore a novembre 2024, consentendo la nascita di un cucciolo nell'agosto 2025.

## Fasanolandia
| Extreme      | Caratteristiche | Foto |
| ------------ | --- | ---- |
| Mirage Rosso | Inverted coaster prodotto dalla ditta italiana Fabbri a tema aereo di colore rosso. L'altezza minima richiesta per l'ingresso è di 130 cm. |      |
| Sputnik      | Free fall tower alta 40 metri. L'altezza minima richiesta per l'ingresso è di 130 cm. |      |
| Euro-Fighter | Euro-fighter coaster della ditta tedesca Gerstlauer, alto 25 metri e di colore giallo. La velocità dichiarata per le vetture è di 70 km/h. Possiede la discesa più inclinata in Italia (97°). L'altezza minima richiesta per l'ingresso è di 130 cm. |      |
| Ottovolante  | Zylon coaster da luna park a tema auto. L'altezza minima richiesta per l'ingresso è di 130 cm. |      |
| SuperJumper  | Jumper. Con l'impianto idraulico è capace di far immaginare vuoti d'aria. Il percorso è sia in avanti sia al contrario. L'altezza minima richiesta per l'ingresso è di 130 cm.                                                                       |      |

| Per Famiglia        | Caratteristiche | Foto |
| ------------------- | --- | ---- |
| Castello fantasma   | Dark ride horror ambientata nella casa di mago Merlino. All'interno i bambini devono essere accompagnati da un adulto. |      |
| AutoScontro         | Classica attrazione da luna park, in cui è possibile scontrarsi tra auto direttamente controllate dal conducente. All'interno i bambini devono essere accompagnati da un adulto. |      |
| Spinning Madness    | Spinning coaster. Lo Spinning fornisce la sensazione classica di una montagna russa, compiendo numerose rotazioni a zigzag su sé stesso. L'altezza minima richiesta per l'ingresso è di 100 cm. |      |
| Ruota Panoramica    | Classica ruota panoramica dove si può ammirare la viata dall'alto sul parco e la zona circostante. All'interno i bambini devono essere accompagnati da un adulto. |      |
| African River       | A bordo di un tronco si percorre un tracciato dal tema africano dove ci si bagna completamente. Parte dell'attrazione è stata realizzata acquisendo alcune parti di analoga giostra presente nel parco Zygofolis di Nizza, chiuso nel 1987. L'altezza minima richiesta per l'ingresso è di 100 cm. |      |
| Casa Volante        | Seduti a bordo di una casa è possibile divertirsi grazie ai movimenti strambi e improvvisi che essa compie. All'interno i bambini devono essere accompagnati da un adulto. |      |
| BrucoMela           | Il classico minicoaster da luna park, in cui il veicolo è a forma di bruco, i tralicci di sostegno sono steli di margherite e durante il tracciato, si passa all'interno di una casa a forma di mela. All'interno i bambini devono essere accompagnati da un adulto.                               |      |
| Cinema 4D           | Cinema 4D accompagnato dal movimento delle poltrone e altri effetti realistici. |      |
| Simulatore Virtuale | Una cabina mobile che, grazie al movimento della stessa sincronizzato con le immagini del megaschermo interno, simula un'avventura. All'interno i bambini devono essere accompagnati da un adulto.                                                                                                 |      |
| Rapid River         | Un river rapids a bordo di gommoni con cui affrontare un fiume impetuoso pieno di salite, discese e curve. All'interno i bambini devono essere accompagnati da un adulto. |      |

| Bambini     | Caratteristiche | Foto |
| ----------- | --- | ---- |
| Autorodeo   | Un piccolo tracciato che può essere percorso dai bambini su automobiline con livrea di Polizia, Carabinieri, Vigili del Fuoco e altre. |      |
| Excalibur   | Classica giostra "Carosello", tra principi e principesse in sella ai cavalli del castello di re Artù.                                  |      |
| Acquabumber | Giostra tipo autoscontro ma a bordo di moto d'acqua. L'età massima ammissibile per l'ingresso è di 12 anni.                            |      |
| Venezia     | A bordo di una piccola gondola è possibile percorrere un percorso che tra ponti e pontili, dando l'idea di trovarsi a Venezia.         |      |